# Stephen Tobolowsky
Stephen Harold Tobolowsky (Dallas (Texas), 30 mei 1951) is een Amerikaans acteur, regisseur en componist.
Hij verscheen reeds in meer dan 180 producties. Doorgaans in bijrollen, zoals Ned Ryerson in Groundhog Day uit 1993, de anterograde amnesie-patiënt Sammy Jankis in Memento uit 2000 of de wraakzuchtige leraar Mr. Bates in Freaky Friday uit 2003. Ook speelde hij vele gastrollen in televisieserie`s waaronder L.A. Law, Seinfeld, Desperate Housewives en Heroes. Hij regisseerde twee films; A Host of Trouble (2005) en Two Idiots in Hollywood (1988). Voor de laatste componeerde hij tevens de muziek.

## Filmografie
- Freakier Friday (2025) - meneer Elton Bates
- Glee (2010) - Sandy
- The Time Traveler's Wife (2009) - Dr. David Kendrick
- The Rainbow Tribe (2008) - Rector Sands
- Beethoven's Big Break (2008) - Sal DeMarco
- Heroes televisieserie - Robert 'Bob' Bishop (10 afl., 2007)
- John from Cincinnati televisieserie - Mark Lewinsky (Afl., His Visit: Day Three, 2007|His Visit: Day Six, 2007|His Visit: Day Seven, 2007)
- Entourage televisieserie - Burgemeester van Beverly Hills (Afl., Sorry, Harvey, 2007)
- Loveless in Los Angeles (2007) - Jon
- Totally Baked: A Pot-U-Mentary (2007) - Jesco Rollins
- Raines Televisieserie - Wally Anderson (Afl., Stone Dead, 2007)
- Wild Hogs (2007) - Charley
- Boston Legal televisieserie - Dr. Alvin Azinabinacroft (Afl., The Good Lawyer, 2007)
- Studio 60 on the Sunset Strip televisieserie - Joe (Afl., The Friday Night Slaughter, 2007)
- Big Day televisieserie - The Garf (Afl., The World According to Garf, 2006|Stolen Vows, 2006|Magic Hour, 2007|The Ceremony, 2007)
- The Valley of Light (televisiefilm, 2007) - Littlefield
- Deadwood televisieserie - Hugo Jarry (9 afl., 2005-2006)
- Blind Dating (2006) - Dr. Perkins
- Desperate Housewives televisieserie - Bud Penrod (Afl., No One Is Alone, 2006)
- Pope Dreams (2006) - Carl Venable
- Love Hollywood Style (2006) - Marty Greenbaum/Devil
- Boxboarders! (2006) - Dr. James
- Night Stalker televisieserie - Titus Berry (Afl., Timeless, 2006)
- Failure to Launch (2006) - Bud
- Ghost Whisperer televisieserie - Dr. Edward (Afl., Dead Man's Ridge, 2006)
- The Sasquatch Dumpling Gang (2006) - Ernie Dalrymple
- American Men (televisiefilm, 2006) - Sterling Moss
- Curb Your Enthusiasm televisieserie - Len Dunkel (Afl., The Seder, 2005)
- Reba televisieserie - Judge (Afl., Grannies Gone Wild, 2005)
- Living 'til the End (2005) - Dr. Shaw
- The Importance of Blind Dating (2005) - Patrick
- The Closer televisieserie - James Bloom (Afl., The Butler Did It, 2005)
- McBride: The Doctor Is Out...Really Out (televisiefilm, 2005) - Harry Evers
- CSI: Miami televisieserie - Assistant State Attorney Don Haffman (5 afl., 2 keer 2003, 2004, 2 keer 2005)
- Miss Congeniality 2: Armed & Fabulous (2005) - Tom Abernathy
- Robots (2005) - Bigmouth Executive/Forge (Stem)
- American Dragon: Jake Long televisieserie - Troll (Afl., Adventures in Troll-Sitting, 2005, stem)
- Complete Savages televisieserie - Mr. Frehley (Afl., Voodude, 2004)
- Will & Grace televisieserie - Ned Weathers (Afl., Company, 2004)
- Little Black Book (2004) - Carl
- Garfield (2004) - Happy Chapman
- According to Jim televisieserie - Dr. Ted (Afl., The Marriage Bank, 2004)
- It's All Relative televisieserie - Roy (Afl., Philip in a China Shop, 2004)
- Married to the Kellys televisieserie - Henry Conway (Afl., Talk Radio, 2004)
- Frankie and Johnny Are Married (2004) - Murray Mintz
- Win a Date with Tad Hamilton! (2004) - George Ruddy
- The West Wing televisieserie - Max Milkman (Afl., The Stormy Present, 2004)
- Debating Robert Lee (2004) - Judge #1
- Las Vegas televisieserie - Donny Rollins (Afl., Donny, We Hardly Knew Ye, 2003)
- Freaky Friday (2003) - Mr. Bates
- The Dead Zone televisieserie - Jim Pratt (Afl., Plague, 2003)
- Oliver Beene televisieserie - Ringmaster Bob (Afl., Divorce-o-Rama, 2003)
- View from the Top (2003) - Frank Thomas (Niet op aftiteling)
- Kingpin (Mini-serie, 2003) - Dr. Klein's advocaat
- National Security (2003) - Billy Narthax
- Twins (televisiefilm, 2003) - Rol onbekend
- Adaption (2002) - Ranger Steve Neely (Scènes verwijderd)
- Law & Order: Criminal Intent televisieserie - Jim Halliwell (Afl., Malignant, 2002)
- The Country Bears (2002) - Norbert Barrington
- Par 6 (2002) - T.T. Riley
- Malcolm in the Middle televisieserie - Mr. Fisher (Afl., Lois' Makeover, 2002)
- Love Liza (2002) - Tom Bailey
- Off Centre televisieserie - Milt Flack (Afl., Swing Time, 2001)
- The Day the World Ended (televisiefilm, 2001) - Principal Ed Turner
- Roswell High televisieserie - Julius Walters (Afl., Secrets and Lies, 2001)
- Dead Last televisieserie - Ghost Doctor (Afl., Gastric Distress, 2001)
- It Is What It Is (2001) - Dr. Martin Ullberg
- Black River (televisiefilm, 2001) - Burgemeester
- On the Edge (televisiefilm, 2001) - Tom
- Freddy Got Fingered (2001) - Uncle Neil (Niet op aftiteling)
- The Lone Gunmen televisieserie - Adam Burgess (Afl., Madam, I'm Adam, 2001)
- King of the Hill televisieserie - Burt Halverstrom/Dr. Benson (Afl., The Exterminator, 2001, stem)
- Bull televisieserie - Mr. Siegel (Afl., Blood, Flopsweat and Tears, 2001)
- The Gene Pool (televisiefilm, 2001) - Walter Westfield
- Ritual (2001) - Dr. Javitz
- Buzz Lightyear of Star Command televisieserie - Gil (Afl., Mindwarp, 2000, stem)
- That's Life televisieserie - Rol onbekend (Afl., The Screw-Up, 2000)
- Memento (2000) - Sammy
- The Prime Gig (2000) - Mick
- Hollywood Off-Ramp televisieserie - Rol onbekend (Afl., Club Brigadoon, 2000)
- Stanley's Gig (2000) - Abe Cohen
- Alien Fury: Countdown to Invasion (televisiefilm, 2000) - B.J. McQueen
- Any Day Now televisieserie - Rol onbekend (Afl., The Toolshed Behind the Church, 2000)
- The Operator (2000) - Doc
- Bossa Nova (2000) - Trevor
- Sleep Easy, Hutch Rimes (2000) - Dewey Wise
- Urban Chaos Theory (2000) - The Husband
- Snoops televisieserie - Mr. Bench (Afl., Singer in the Band, 1999|Bedfellas, 1999|A Criminal Mind, 1999)
- Odd Man Out televisieserie - Alan Carlson (Afl., In the Name of the Father, 1999)
- The Insider (1999) - Eric Kluster
- Two Guys, a Girl and a Pizza Place televisieserie - Father Viteri (Afl., Berg's New Roommate, 1999)
- That '70s Show televisieserie - De professor (Afl., Laurie and the Professor, 1999)
- Don't Look Under the Bed (televisiefilm, 1999) - Michael McCausland
- One Man's Hero (1999) - Capt. Gaine
- Around the Fire (1999) - Doc
- The Practice televisieserie - Clyde Burrows (Afl., Closet Justice, 1999)
- Mad About You televisieserie - Principal (Afl., Uncle Phil Goes Back to High School, 1999)
- Vengeance Unlimited televisieserie - Burgemeester Bob Laird (Afl., Eden, 1998)
- Suddenly Susan televisieserie - Dr. Gerken (Afl., Don't Tell, 1998)
- The Jungle Book: Mowgli's Story (Video, 1998) - Tabaqui the Hyena (Stem)
- Any Day Now televisieserie - Mr. Brinkman (Afl., Making Music with the Wrong Man, 1998)
- Hercules: The Animated Series televisieserie - Numericles (Afl., Hercules and the Techno Greeks, 1998, stem)
- The Brave Little Toaster Goes to Mars (Video, 1998) - Calculator (Stem)
- Black Dog (1998) - ATF Agent McClaren
- An Alan Smithee Film: Burn Hollywood Burn (1998) - Bill Bardo
- Mr. Magoo (1997) - Agent Chuck Stupak, FBI
- The Drew Carey Show televisieserie - The Councilman (Afl., The Dog and Pony Show, 1997)
- Promised Land televisieserie - Fred Argyle (Afl., Par from the Course, 1997)
- Murder One televisieserie - Dr. Andross (Afl., Chapter Fifteen, Year Two, 1997|Chapter Sixteen, Year Two, 1997|Chapter Eighteen, Year Two, 1997)
- The Naked Truth televisieserie - Vincent Hartford (Afl., The Birds, 1997)
- Boys Life 2 (1997) - Father Joe (segment 'Trevor')
- Buffy the Vampire Slayer televisieserie - Rector Flutie (niet uitgezonden pilot, 1996)
- Mr. Rhodes televisieserie - Ray Heary (Afl. onbekend, 1996-1997)
- The Curse of Inferno (1997) - Lonnie Martin
- Night Visitors (televisiefilm, 1996) - Taylor
- The Glimmer Man (1996) - Christopher Maynard
- The Pretender televisieserie - Dr. Trader (Afl., Pilot, 1996)
- Power 98 (1996) - Rick Harris
- Homeward Bound II: Lost in San Francisco (1996) - Bando (Stem)
- The Home Court televisieserie - Jeffrey Solomon (Afl., Touched by an Anger, 1996)
- Dweebs televisieserie - Karl (Afl. onbekend, 1995)
- Dr. Jekyll and Ms. Hyde (1995) - Oliver Mintz
- Chicago Hope televisieserie - Dr. Ted Joseph (Afl., Songs from the Cuckoo Birds, 1995|Full Moon, 1995)
- Murder in the First (1995) - Mr. Henkin
- A Whole New Ballgame televisieserie - Dr. Warner Brakefield (1995)
- Radioland Murders (1994) - Max Applewhite
- Blue Skies televisieserie - Oak (Afl. onbekend, 1994)
- Harts of the West televisieserie - Rol onbekend (Afl., Back in the Panties Again, 1994)
- My Father the Hero (1994) - Mike
- Trevor (1994) - Father John
- Against the Grain televisieserie - Niles Hardeman (Afl. onbekend, 1993-1994)
- Cafe Americain televisieserie - Rol onbekend (Afl., Toast of the Town, 1993)
- Josh and S.A.M. (1993) - Thomas 'Tom' Whitney
- Romeo Is Bleeding (1993) - District Attorney (Niet op aftiteling)
- Calendar Girl (1993) - Antonio Gallo
- When Love Kills: The Seduction of John Hearn (Mini-serie, 1993) - Det. Keefe
- The Pickle (1993) - Mike Krakower
- Civil Wars televisieserie - Rol onbekend (Afl., A Liver Runs Through It, 1993)
- Picket Fences televisieserie - Ben Sasha (Afl., Be My Valentine, 1993)
- Groundhog Day (1993) - Ned Ryerson
- Hero (1992) - James Wallace, Channel 4 Station Manager
- Where the Day Takes You (1992) - Charles
- Sneakers (1992) - Dr. Werner Brandes
- Single White Female (1992) - Mitch Myerson
- Roadside Prophets (1992) - Ranger Bob
- Basic Instinct (1992) - Dr. Lamott
- Memoirs of an Invisible Man (1992) - Warren Singleton
- Deadly Medicine (televisiefilm, 1991) - Ron Sutton
- To the Moon, Alice (televisiefilm, 1991) - Sitcom Producer
- Wedlock (1991) - Gevangenisdirecteur Holiday
- Thelma & Louise (1991) - Max
- Seinfeld televisieserie - Tor Eckman (Afl., The Heart Attack, 1991)
- Shannon's Deal televisieserie - Baker (Afl., Greed, 1991)
- Baby Talk televisieserie - Dr. Ezra Farr (Afl., Whiz Kid, 1991)
- Down Home televisieserie - Honis (Afl., Mail Order Tran, 1991)
- Tagget (televisiefilm, 1991) - Al Hentz
- Perry Mason: The Case of the Maligned Mobster (televisiefilm, 1991) - Sergeant Phil Baranski
- The Marla Hanson Story (televisiefilm, 1991) - Openbaar aanklager
- Lifestories televisieserie - Josh Grant (Afl., Art Conforti, 1990)
- Welcome Home, Roxy Carmichael (1990) - Burgemeester Bill Klepler
- Funny About Love (1990) - Hugo
- The Grifters (1990) - Juwelier
- Last Flight Out (televisiefilm, 1990) - Dokter Timothy Brandon
- Bird on a Wire (1990) - Joe Weyburn
- Mirror, Mirror (1990) - Mr. Anderson
- L.A. Law televisieserie - Dr. Michael Segal (Afl., Lie Down and Deliver, 1989)
- Breaking In (1989) - District Attorney
- In Country (1989) - Pete
- Great Balls of Fire! (1989) - Jud Phillips
- Roe v. Wade (televisiefilm, 1989) - Darryl Horwath
- Checking Out (1989) - Apotheker
- Mississippi Burning (1988) - Clayton Townley
- Two Idiots in Hollywood (1988) - Prosecuting Attorney
- Spaceballs (1987) - Captain of the Guard
- The Days and Nights of Molly Dodd televisieserie - Alex (Afl., Here's Why You Should Never Wear High Heels to the Bank, 1987)
- Designing Women televisieserie - Boyd (Afl., Design House, 1986)
- Nobody's Fool (1986) - Kirk
- 227 televisieserie - Professor (Afl., We the People, 1986)
- Cagney and Lacey televisieserie - Russell Phelps (Afl., Ordinary Hero, 1985)
- Falcon Crest televisieserie - Dokter (Afl., The Phoenix, 1985)
- Knots Landing televisieserie - Steve Comiskey (Afl., A Man of Good Will, 1985)
- Alice televisieserie - Caveman Carl (Afl., Vera, the Nightbird, 1985)
- The Philadelphia Experiment (1984) - Barney
- Swing Shift (1984) - French de Mille/Documentary Narrator
- Cocaine and Blue Eyes (televisiefilm, 1983) - tv Clerk
- Keep My Grave Open (1976) - Robert
- The Rockford Files televisieserie - Hotel Clerk (Afl., The Big Ripoff, 1974)